# Palais Borghèse (Florence)
Pour l’article homonyme, voir Palais Borghèse (Rome).

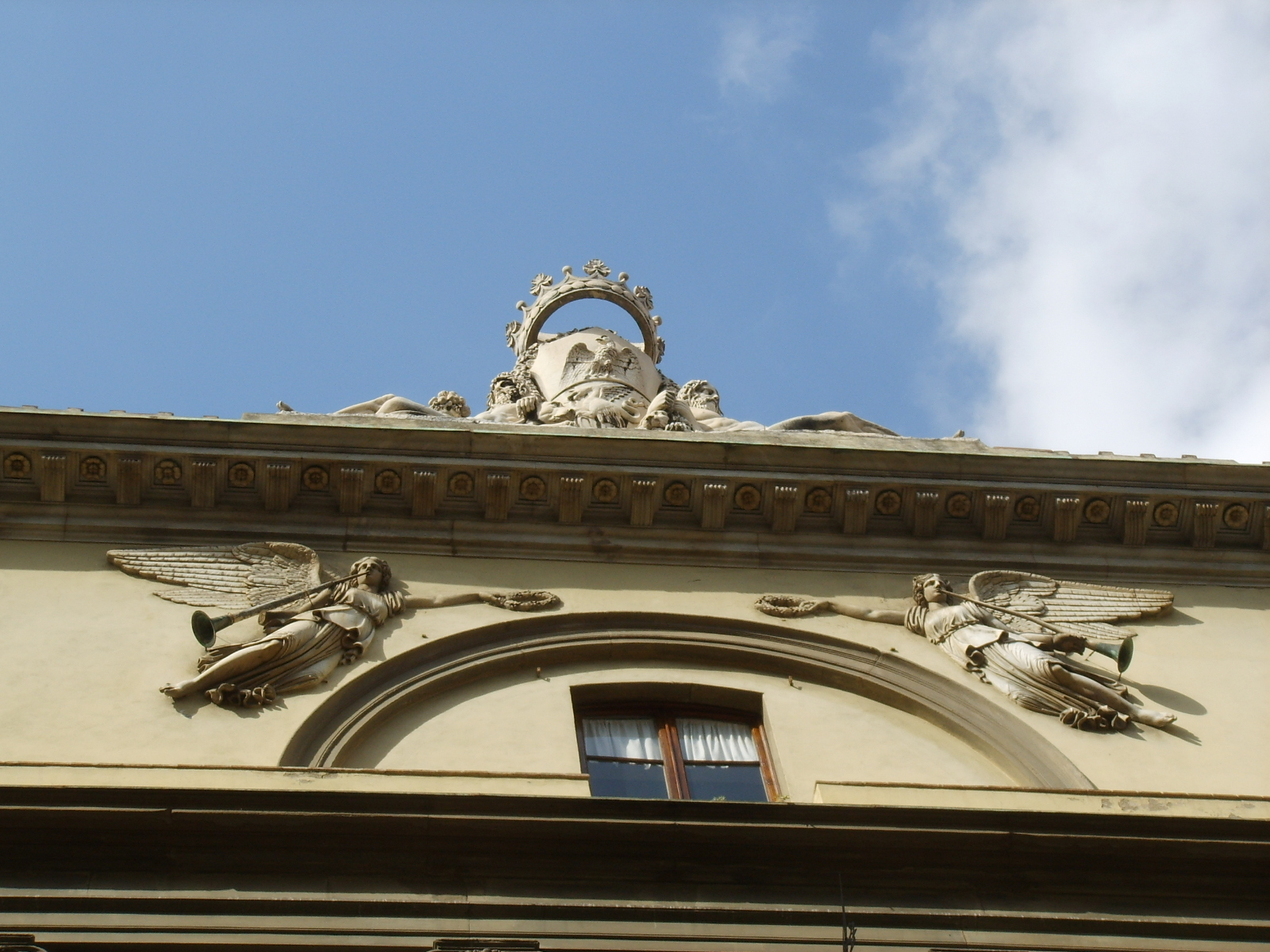
Les armoiries des Borghèse sur la façade

Le palais Borghèse de Florence est situé via Ghibellina (it) et constitue l'un des bâtiments néoclassiques les plus importants de la ville.

## Histoire
Le palais actuel est dû au prince Camille Borghèse, apparenté à la famille Salviati, qui avait pris possession de la résidence au début du XIXe siècle.

### Les Salviati

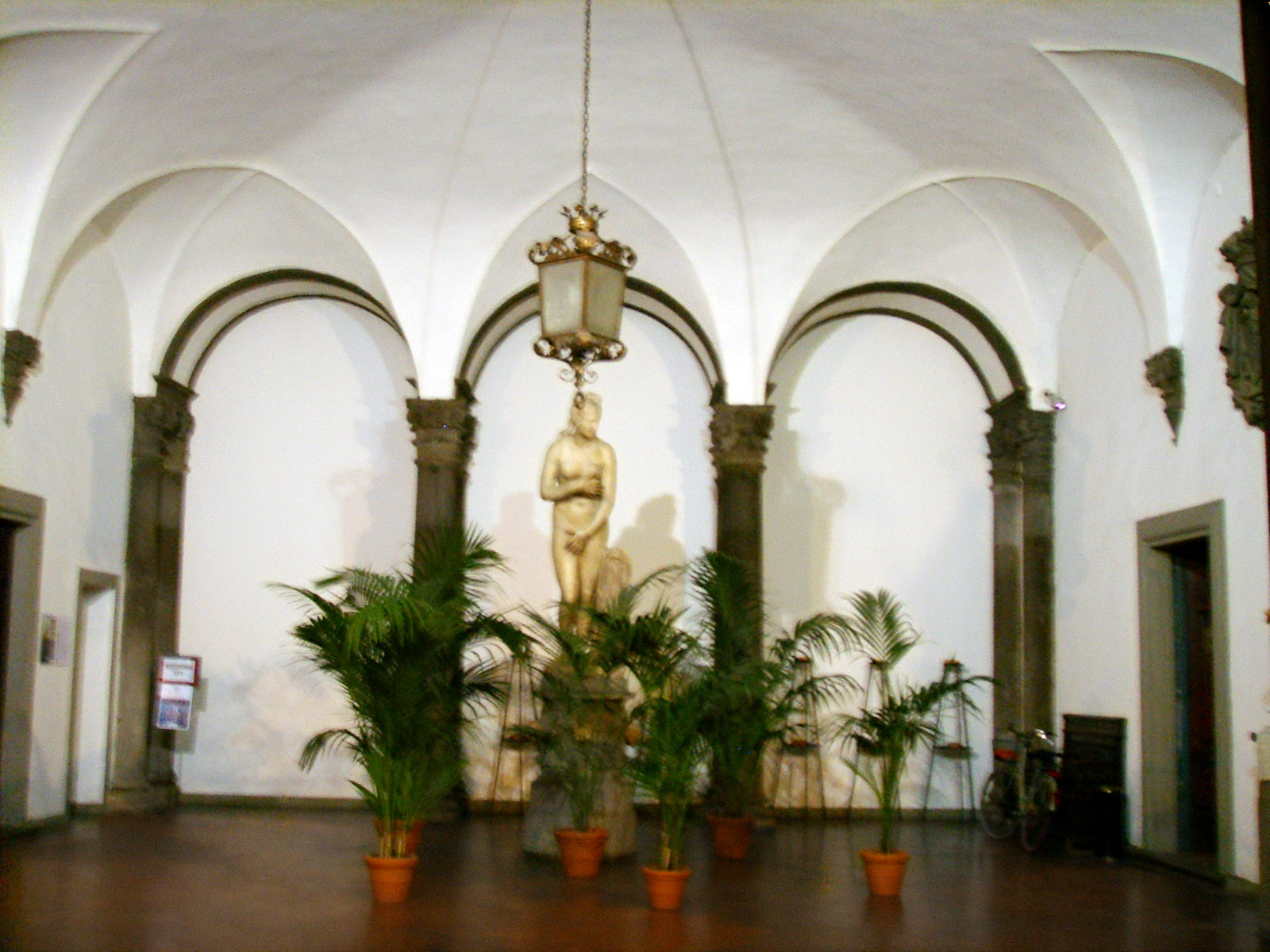
L'atrium de Gherardo Silvani.

Plusieurs familles médiévales avaient leurs propriétés sur ce site, dont les Villani, les Portinari et les Covoni. Au XIIIe siècle, elles furent achetées par la famille Salviati, qui n'entreprit une série de grandioses travaux d'unification, d'agrandissement et de modernisation qu'en 1437, avec Alemanno. Michelozzo a été l'architecte, créant un grand palais doté d'une vaste loggia, très admiré à l'époque. En 1632, Vincenzo di Antonio Salviati chargea l'architecte Gherardo Silvani de mettre au goût du jour le bâtiment. Le grand escalier, les pièces de réception et le grandiose atrium central qui, par une double entrée, communique à la fois via Ghibellina et via Pandolfini, remontent à ces travaux. La loggia de Michelozzo a été préservée et incorporée au nouvel aménagement. En 1709, Antonio Maria Salviati, en prévision des fêtes du roi du Danemark Frédéric IV], son hôte, fit construire une nouvelle salle de bal avec une scène pour l'orchestre, qui existe toujours, alignée avec le grand escalier.
Au XVIIIe siècle, le bâtiment a été encore agrandi avec d'autres acquisitions, qui ont amené la propriété jusqu'à la via de' Giraldi, pratiquement à son extension actuelle. Les sources mentionnent notamment une intervention de l'architecte Giovanni Battista Bettini, qui aurait modernisé la façade avec l'ajout d'une corniche.

### Les Borghèse
À la fin du XVIIIe siècle, la famille Salviati s'éteignit avec Anna Maria Salviati, qui épousa le prince romain Marcantonio IV Borghese, de la célèbre famille d'origine siennoise. Le fils du couple noble, Camillo Borghese, dont les armoiries ressortent sur la façade, était marié, bien que pour une courte période, à Pauline Bonaparte, œur de Napoléon, avec qui il a vécu sporadiquement dans la ville.
Après la séparation et la chute de l'Empire, le prince Camillo revient à Florence et fait restructurer le palais par Gaetano Baccani (1822), avec une grande profusion de moyens. Il semble que l'occasion de cette entreprise ait été une demande du fils aîné de Ferdinand III d'un lieu pour célébrer son mariage.
Tout en incorporant une partie des bâtiments préexistants dans la construction actuelle, le projet d'agrandissement a caractérisé de manière décisive la façade principale de la via Ghibellina avec un dessin de style néoclassique. Célèbre pour avoir été construit, malgré sa taille considérable, en l'espace de six mois par l'architecte Gaetano Baccani (1821-1822), c'est l'un des exemples les plus significatifs du goût néoclassique à Florence, et un rare témoignage de magnificence dans la décoration intérieure, compte tenu de la taille des résidences de la noblesse de la ville à cette époque.
Inauguré par une fête mémorable le 31 janvier 1822, le bâtiment présente des intérieurs enrichis de peintures aux thèmes de l'histoire et de la mythologie antique, créées par les peintres les plus représentatifs de l'époque, tels que Gasparo Martellini, Gaspero Bargioni, Giuseppe Bezzuoli, Luigi Catani, Antonio Fedi, Niccola Monti, Nicola Benvenuti et Nicola Cianfanelli.

### Le Casino

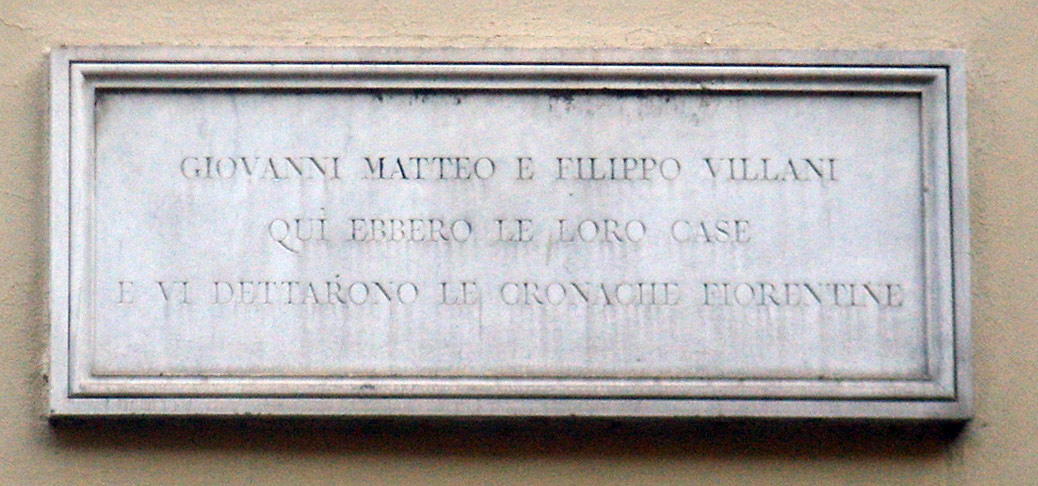
La plaque des frères Villani.

Après la mort de Camillo Borghese (1839) le bâtiment a été vendu en 1843 à Luigi Cappelli (dont les descendants sont toujours les propriétaires), qui en loua une partie l'année suivante à la Società del Casino de Florence, fondée par le prince Poniatowski, qui y installa le « Casino Borghese », centre de rencontres culturelles et sociales.
Aujourd'hui, il appartient, par héritage, à la famille Tognini Bonelli, qui habite encore une partie du palais, tandis que les espaces les plus prestigieux, après une restauration en 1994, sont désormais utilisés pour des réceptions, des congrès et des événements ; une autre part du complexe est actuellement occupée par une structure d'hébergement, le Borghèse Palace Hôtel.

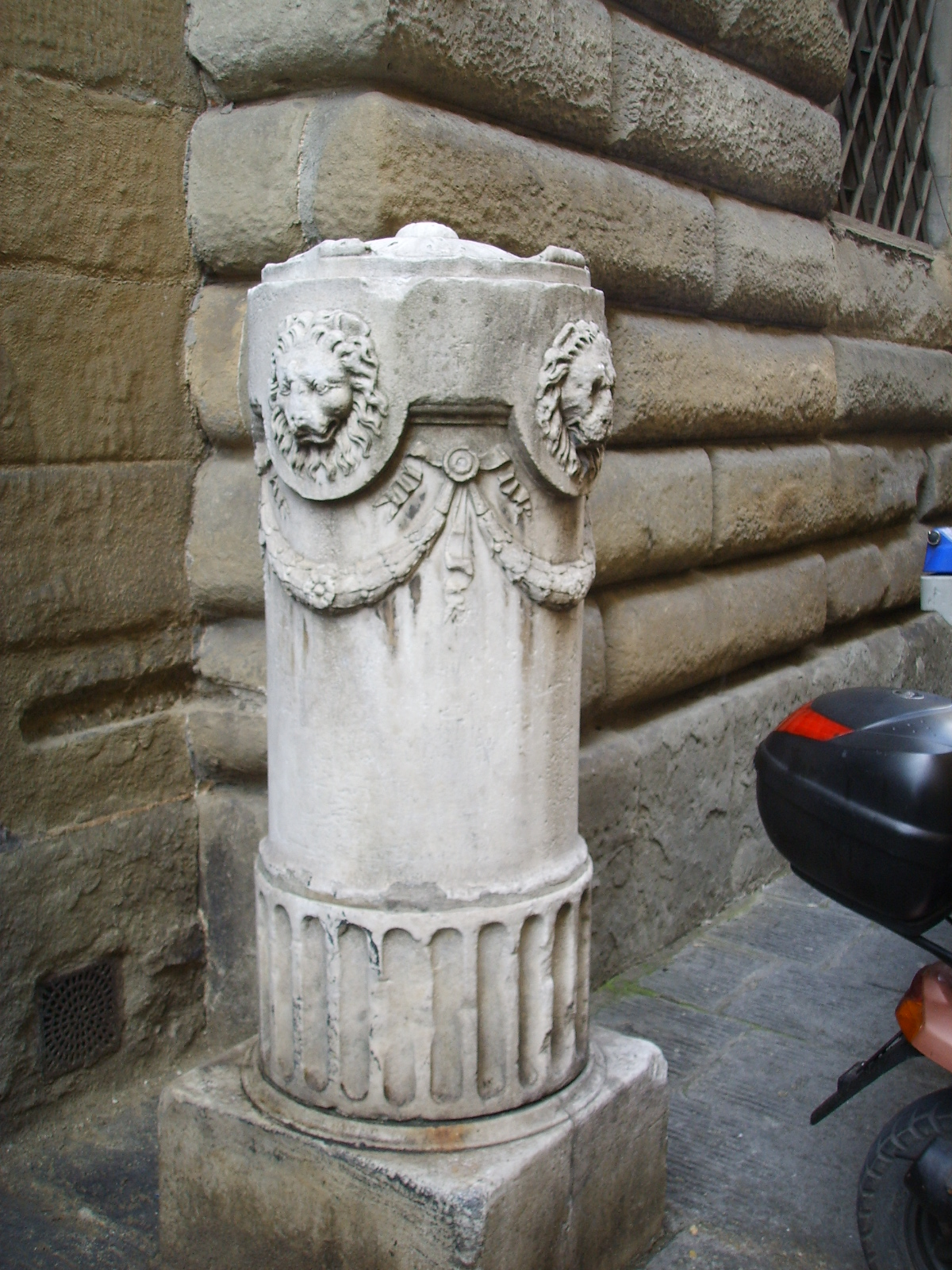
Borne le long de la via Ghibellina.
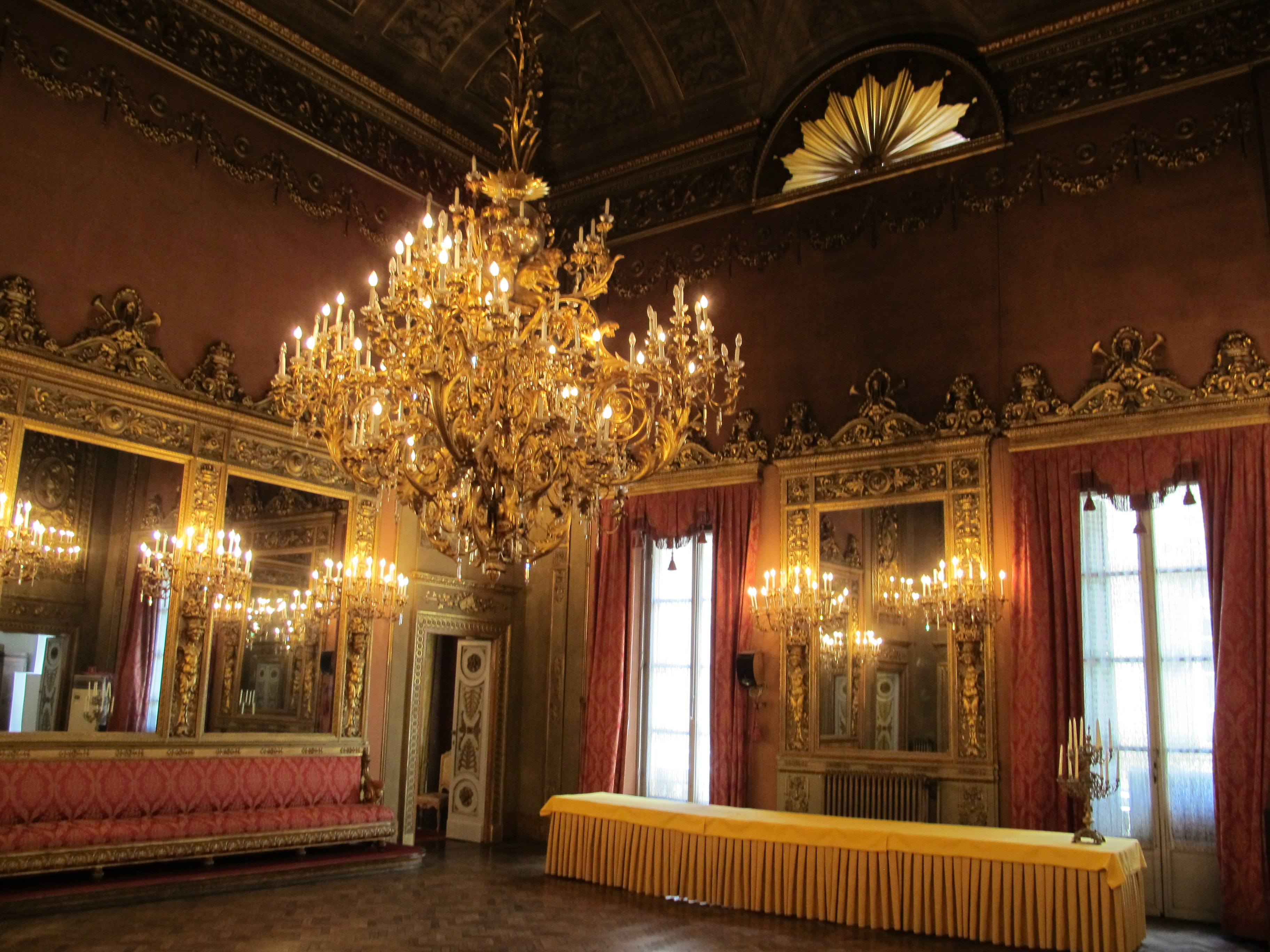
La salle de bal.
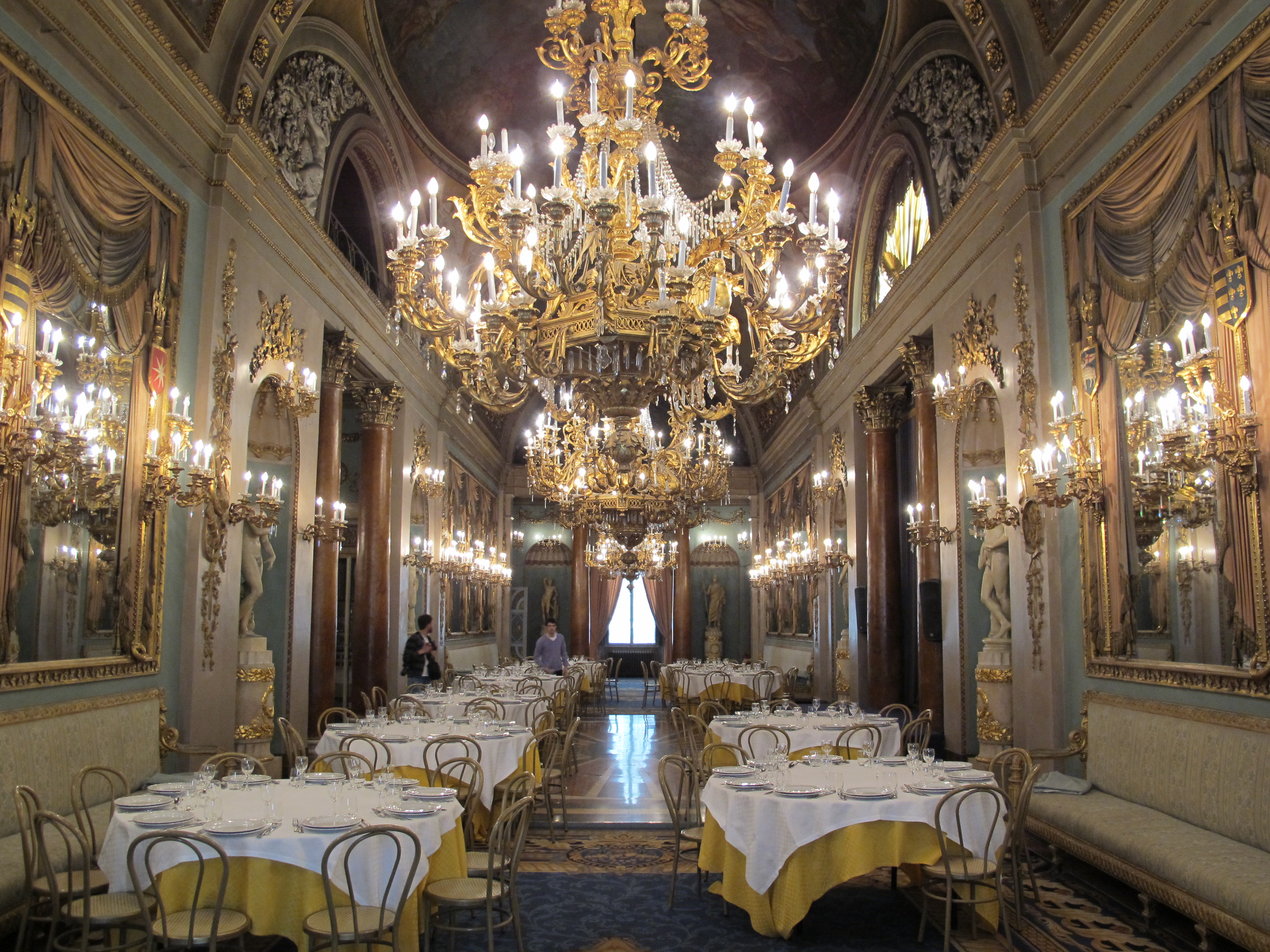
Le salon monumental.
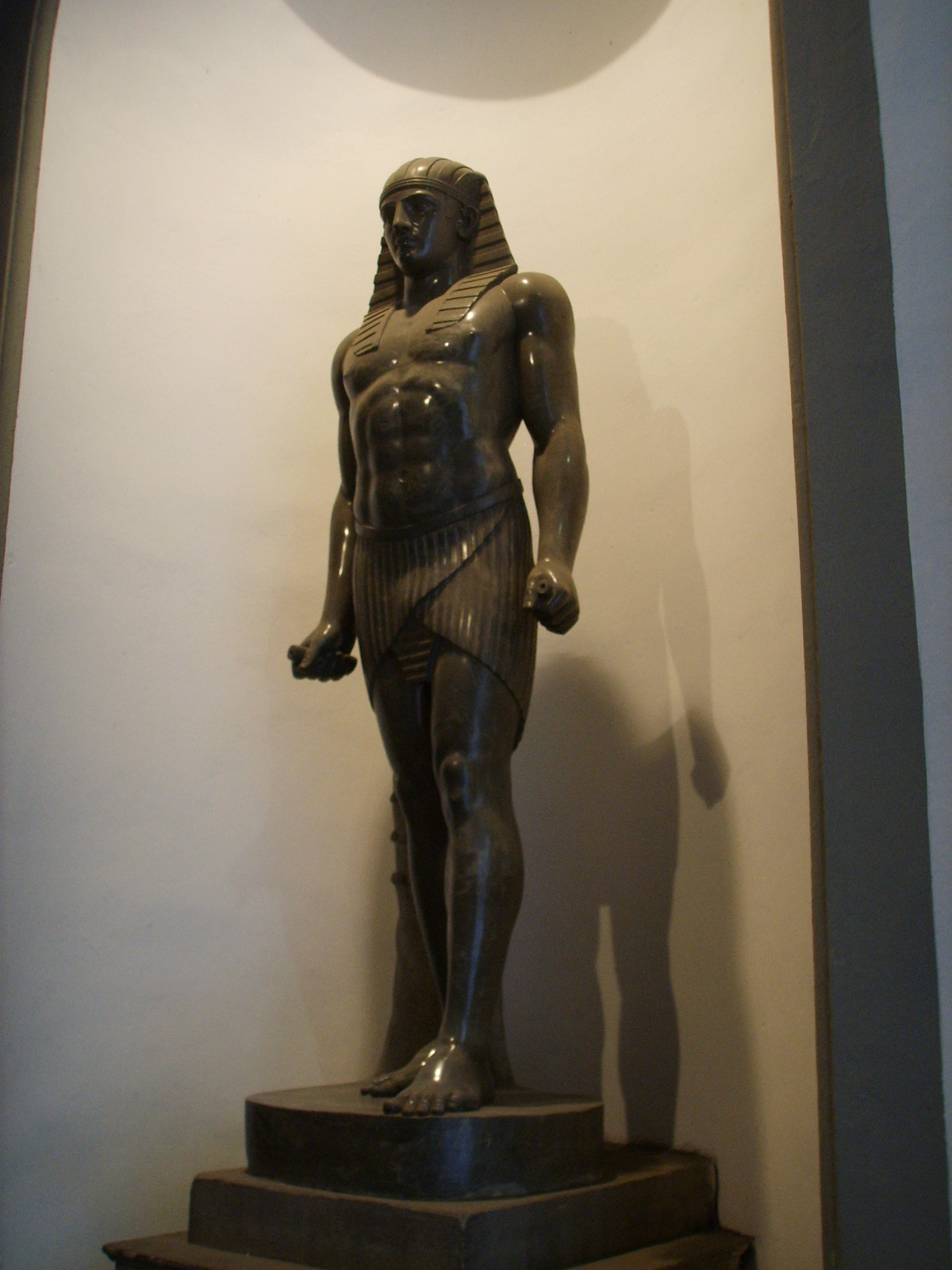
Statue de style égyptien dans le hall d'entrée.